# Barricada (álbum)
Doble Directo es el primer álbum en vivo que publicó la banda de rock Barricada en 1990. Fue su primer doble directo y su primer Disco de oro.
El álbum está compuesto por temas de sus seis primeros discos. Un tema de su primer disco Noche de rock&roll, un tema de Barrio conflictivo, cinco temas de No hay tregua, cuatro de No sé qué hacer contigo, seis de Rojo y seis de Pasión por el ruido. 

## Lista de canciones
1. Contra la pared - 2:20 (de No hay tregua)
2. Abrir y cerrar - 3:04 (de Rojo)
3. No hay tregua - 2:56 (de No hay tregua)
4. Tentando a la suerte - 3:14 (de No sé qué hacer contigo)
5. A toda velocidad - 2:33 (de No sé qué hacer contigo)
6. Por salir corriendo - 2:57 (de Pasión por el ruido)
7. Dentro del espejo - 3:41 (de Pasión por el ruido)
8. Objetivo a rendir - 3:16 (de Pasión por el ruido)
9. La hora del carnaval - 3:33 (de Rojo)
10. No sé qué hacer contigo - 4:10 (de No sé qué hacer contigo)
11. Juegos ocultos - 2:50 (de No hay tregua)
12. Invitación a la pesadilla (obligada) - 2:30 (de Pasión por el ruido)
13. Situación límite - 2:14 (de Pasión por el ruido)
14. Tu condición - 3:30 (de No sé qué hacer contigo)
15. Picadura de escorpión - 2:10 (de Noche de rock&roll)
16. Barrio conflictivo - 3:12 (de Barrio conflictivo)
17. Campo amargo - 2:56 (de No hay tregua)
18. Animal caliente - 3:36 (de Rojo)
19. Tan fácil - 3:20 (de Pasión por el ruido)
20. Esta noche no es para andar por esas calles - 4:03 (de Rojo)
21. Rojo - 2:51 (de Rojo)
22. Cuidado con el perro - 3:33 (de Rojo)
23. Okupación - 4:40 (de No hay tregua)

## Créditos
- Enrique Villarreal, El Drogas: voz, bajo y coros.
- Javier Hernández, Boni: voz, guitarra y coros.
- Alfredo Piedrafita: guitarra y coros.
- Fernando Coronado: batería.